# Lill-Gravberget
Lill-Gravberget är ett naturreservat i Ånge kommun i Västernorrlands län.
Området är naturskyddat sedan 2014 och är 137 hektar stort. Reservatet ligger på Lill-Gravberget södersluttning och består av lövblandad granskog med inslag av renare tall- och granpartier.